# Ратина борнейська
Рати́на борнейська (Turdinus atrigularis) — вид горобцеподібних птахів родини Pellorneidae. Ендемік Калімантану.

## Поширення і екологія
Борнейські ратини живуть у рівнинних і гірських вологих тропічних лісах Калімантану, переважно на півночі острова. Зустрічаються на висоті до 1500 м над рівнем моря.

## Збереження
МСОП класифікує стан збереження цього виду як близький до загрозливого. Борнейськім ратинам загрожує знищення природного середовища і лісові пожежі.